# توماس شرلی
سر توماس شرلی (Thomas Shirley؛ ۱ ژانویه ۱۵۶۴ – حدود ۱۶۳۴) سرباز، جهانگرد و سیاست‌مدار اهل انگلیسی بود که بین سال‌های ۱۵۸۴ و ۱۶۲۲ میلادی در مجلس عوام بریتانیا عضویت داشت. او برادر کوچک‌تر آنتونی شرلی و رابرت شرلی بود. توماس در جنگ با امپراتوری عثمانی اسیر شد و بعدها به خاطر مشکلات مالی در برج لندن زندانی گشت.